# Danuta Mianowska
Danuta Krystyna Mianowska, z domu Kuczyńska (ur. 16 grudnia 1948 w Dobrzanach) – polska polityk, posłanka na Sejm PRL VIII kadencji, nauczycielka.

## Życiorys
Uzyskała tytuł zawodowy magistra inżyniera technologii chemicznej na Politechnice Szczecińskiej. Była kierownikiem wydziału w Zakładach Włókien Chemicznych „Chemitex-Wiskord” w Szczecinie oraz nauczycielką chemii w tamtejszych liceach – XI Liceum Ogólnokształcącym i V Liceum Ogólnokształcącym im. Adama Asnyka. Zasiadała w egzekutywie Komitetu Dzielnicowego Polskiej Zjednoczonej Partii Robotniczej w Szczecinie Dąbiu oraz w Wojewódzkiej Radzie Narodowej. W latach 1981–1985 pełniła mandat posłanki na Sejm PRL VIII kadencji w okręgu Szczecin. Zasiadała w Komisji Górnictwa, Energetyki i Chemii, Komisji Pracy i Spraw Socjalnych oraz w Komisji Przemysłu. Otrzymała Brązową Odznakę im. Janka Krasickiego.